# Natália Correia
Natália de Oliveira Correia (São Miguel, Açores, 13 de setembre de 1923 - Lisboa, 16 de març de 1993) fou una escriptora portuguesa. Va escriure teatre avantguardista, poesia, novel·la i assaig; va fer traducció, periodisme i edició. I va participar activament en la vida política i sociocultural del seu temps.

## Compromís polític
Al final de la Segona Guerra Mundial, va donar suport al Moviment per la Unitat Democràtica (MUD). Durant els anys cinquanta i seixanta se celebraven a casa seva una de les reunions més vibrants de Lisboa, on assistien les figures més destacades de les arts, les lletres, la política i la intel·lectualitat portuguesa. Des del 1972, es traslladaren al bar O Botequim.
Després de la Revolució del 25 d'abril de 1974 es va vincular primer al Partit Socialista (PS), després al Partit Democràtic Popular (PPD) i, finalment, al Partit de la Renovació Democràtica (PRD). Va ser elegida diputada a l'Assemblea de la República, de les llistes del PPD, del 1979 al 1980 i del 1980 al 1983, i pel PRD, com a independent, del 1987 al 1991.
Ocupà alguns càrrecs oficials i va intervenir políticament  en la defensa dels drets humans i dels drets de les dones. Després de la Revolució, va ser directora de les publicacions Século-Hoje i Vida Mundial i consultora d'Afers Culturals Interns del Secretari d'Estat de Cultura (1977). El 1992 va liderar la creació del Front Nacional per a la Defensa de la Cultura (FNDC), juntament amb altres escriptors portuguesos, com ara José Saramago, Urbano Tavares Rodrigues i Manuel da Fonseca.
Donà suport durant un temps al grup independentista FLA (Frente de Libertação dos Açores) i és autora de la lletra de l'Himne de les Açores.

## Activitat com a editora
Durant la dictadura d'António de Oliveira Salazar fou condemnada a tres anys de presó, amb condemna suspesa, per la publicació de l'Antologia de poesia eròtica i satírica portuguesa, per ofensa al pudor, i processada per la responsabilitat editorial de les Noves Lletres Portugueses a Estúdios Cor, de la qual fou directora literària; també va ser responsable de la coordinació d'Editora Arcádia.

## Obra literària
És autora d'una obra extensa i variada. La seva primera novel·la és de 1946, any en què comença a escriure també poesia, i ja no deixà de fer-ho fins a la seva mort. La seva escriptura ha estat qualificada de surrealista, en altres casos de barroca i també de romàntica i Correia és, de fet, una escriptora que no es pot encasellar en cap escola literària.

### Teatre
- O Progresso de Édipo (1957)
- O Homúnculo (1964)
- O Encoberto (1969)
- Erros meus, má fortuna, amor ardente (1981)
- A Pécora (1983)

### Poesia
- Rio de Nuvens (1947)
- Dimensão Encontrada (1957)
- Passaporte (1958)
- Comunicação (1959),
- Cantico do país emerso (1960),
- O Vinho e a Lira (1966)
- Mátria (1968)
- As Maçãs de Orestes (1970)
- Mosca Iluminada (1972)
- O Anjo do Ocidente à Entrada do Ferro (1973)
- Poemas a Rebate (1975)
- Epístola aos iamitas (1976)
- O dilúvio e a pomba (1979)
- O armisticio (1985)
- Sonetos Romanticos (1990)
- O Sol das Noites e o Luar nos Dias (1993)
- Memória da Sombra (1994)

### Narració
- Anoiteceu no Bairro (1946)
- A Madona (1968)
- A Ilha de Circe (1983)

## Premis i reconeixements

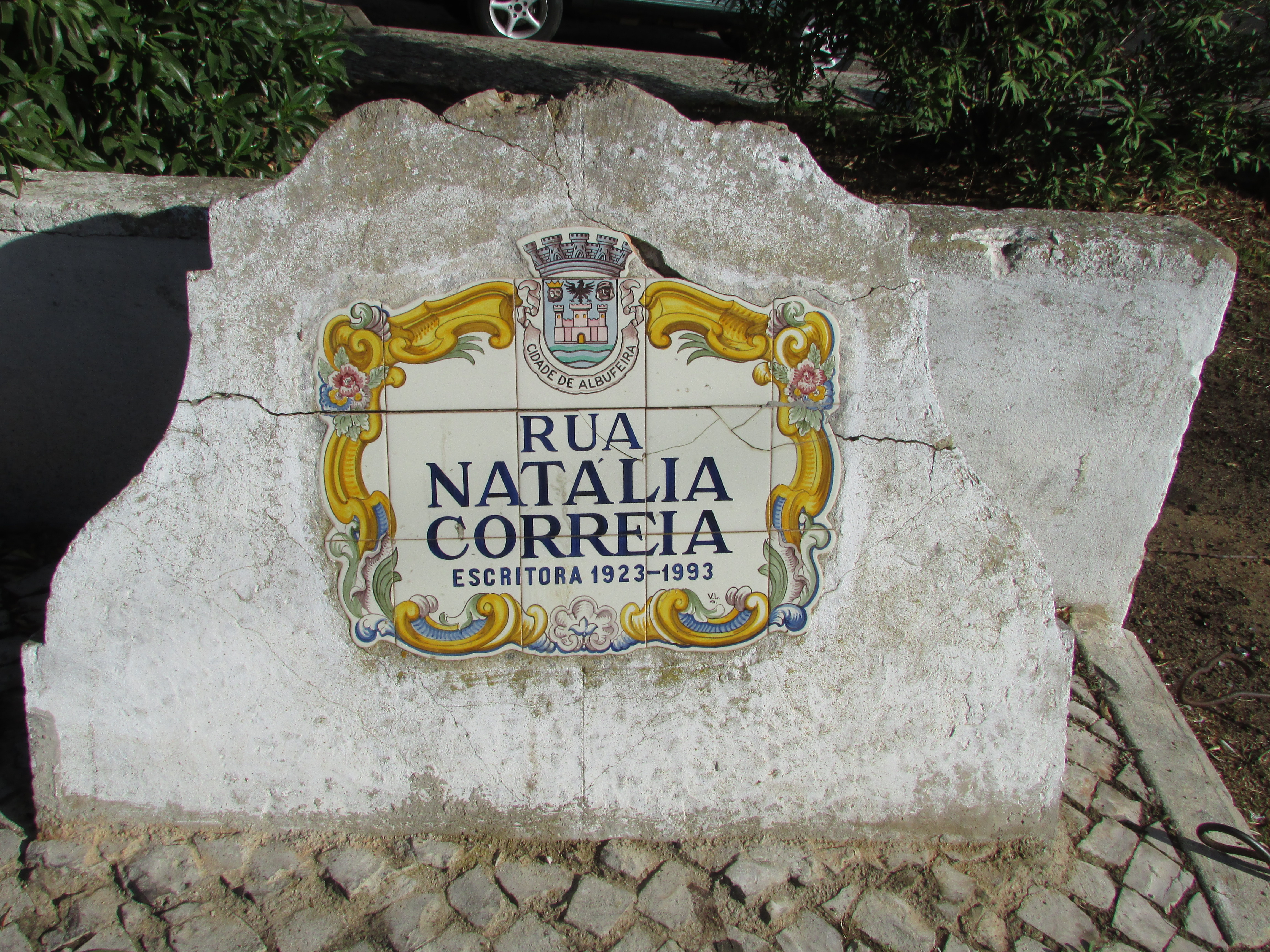
Rua Natália Correia a la ciutatd'Albufeira, a l'Algarve.

L'obra de Natália Correia té un reconeixement internacional, i ha estat traduïda a diversos idiomes. El 1976 va rebre, del Centre International de Poesia Neollatina i el Comitè dels Premis Petrarca per a la Poesia Neolatina, el premi literari La Fleur de Laure. Va obtenir el Gran Premi de Poesia de 1991 de l'Associació Portuguesa d'Escriptors pel llibre Sonetos Românticos. El mateix any se li va concedir l'Orde de la Llibertat; ja era la titular de l'Orde de Santiago da Espada des del juliol de 1981.
Diversos carrers i places portuguesos porten el seu nom. I també una biblioteca de la Xarxa Municipal de Biblioteques de Lisboa, al districte de Carnide.